# Chah-Sénem
Chah-Sénem (en russe : Шах-Сэнэм / Šax-Senem ; en azéri : Şah-Sənəm) est un opéra en quatre actes et sept tableaux dont la musique fut composée par Reinhold Glière (op. 69) en 1924 sur un livret de Mikhaïl Galpérine tiré du conte d'Achik Garib. Il fut créé à Bakou le 17 mars 1927 en russe puis le 4 mai 1934 dans une version traduite en azéri par Djafar Djabbarli. Ainsi que l'a expliqué Michel-Rostislav Hofmann, « il utilisa une trentaine de chants authentiques, des mélodies d'achougs et de mougams, constituant une forme de poème musical improvisé mais devant obligatoirement évoluer dans le cadre strict d'une structure tonale et harmonique parfaitement définie et portant, chacun, un nom précis : rast, segghiak, tchargakh... ».